# 안마당

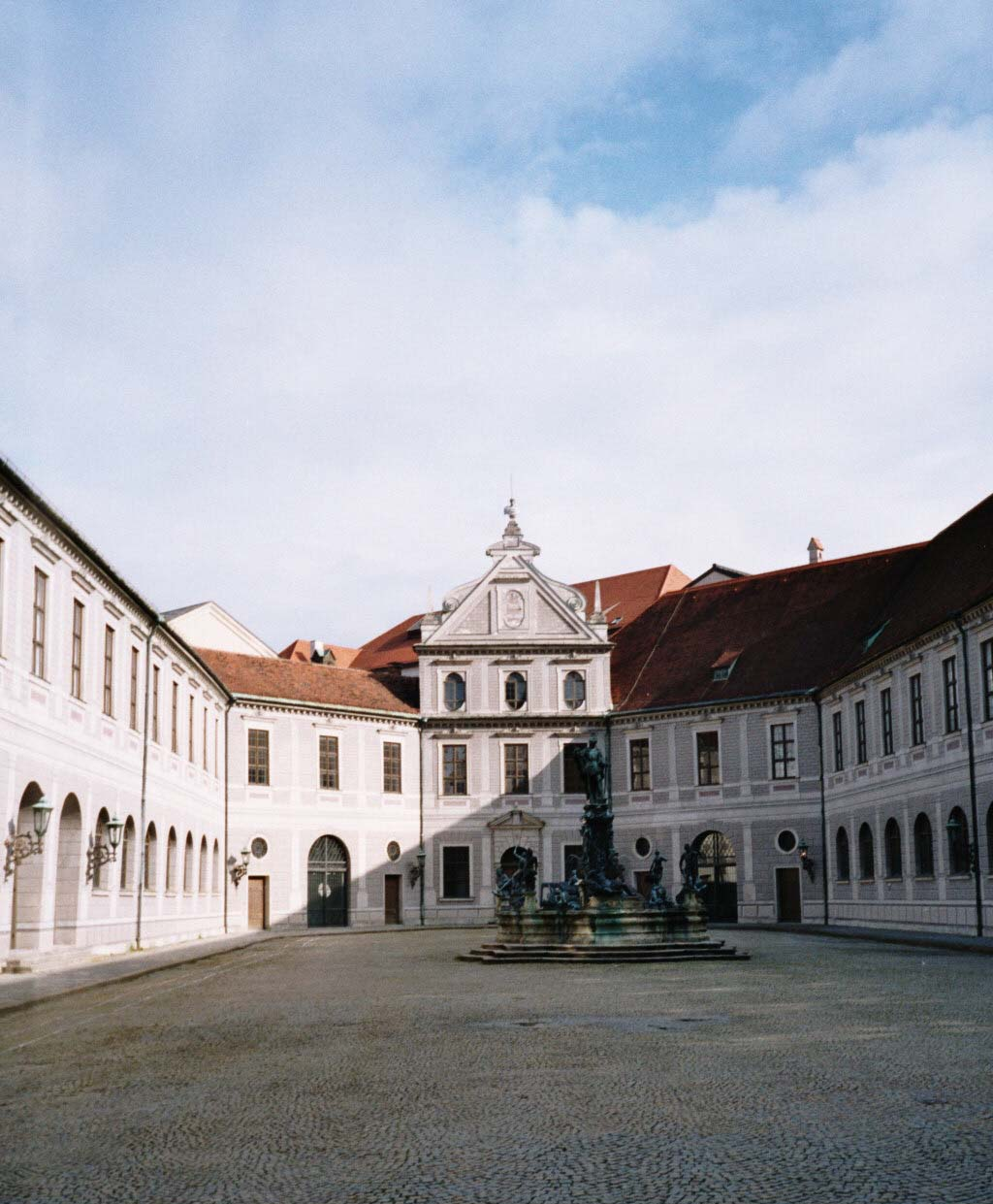
안마당

안마당(courtyard 또는 court)은 집 앞에 큰 마당을 말한다. 하늘이 개방된 건물이나 단지로 둘러싸인 제한된 지역인 경우가 많다.
안마당은 서양식과 동양식 건물 패턴 모두에서 공통적인 요소이며 고대와 현대 건축가 모두에 의해 전형적이고 전통적인 건물 특징으로 사용되었다. 여관과 공공 건물의 이러한 공간은 어떤 목적을 위한 주요 만남의 장소이기도 했다.

## 같이 보기
- 요동 (집)
- 안뜰
- 안뜰 (해부학)
- 안뜰 (성곽)